# エヴァ・ウォールストローム
エヴァ・ウルリカ・ビルギッタ・ウォールストローム（Eva Ulrika Birgitta Wahlström、1980年10月30日 - ）は、フィンランドの元プロボクサー。ウーシマー県ロヴィーサ出身。元WBC女子世界スーパーフェザー級王者。

## 来歴

### アマチュア時代
アマチュア時代は1999年から国内選手権10連覇、ノルディック選手権4度優勝、欧州選手権2度準優勝の成績を残す。2006年世界選手権にも出場した。

### プロ時代
2010年3月26日、プロデビュー戦を3回TKOで飾る。
2012年3月31日、ヨーロッパ女子スーパーフェザー級王座獲得。
しかし、夏頃に肺血栓塞栓症を患い、療養に努めた。
2013年12月7日、復帰戦を白星で飾る。
2015年4月25日、Natalia Vanesa del Valle AguirreとWBC女子世界スーパーフェザー級王座決定戦を行い、3-0判定で勝利、フィンランド人として初となるメジャー団体の世界タイトル獲得を果たした。
2016年3月18日、ダイアナ・サンタナを判定で破りWBC王座初防衛成功 。
2018年12月15日、マディソン・スクエア・ガーデンにてケイティー・テイラーが持つWBA・IBF女子世界ライト級王座に挑戦するが、判定負けで2階級制覇ならず
2019年8月2日、ロニカ・ジェフリーと引き分け、WBC王座5度目の防衛。
2020年2月8日、テリー・ハーパー相手に6度目の防衛戦を行うが、0-3判定で敗れ王座陥落
2020年3月、引退。

## 獲得タイトル
- ヨーロッパ女子スーパーフェザー級王座
- WBC女子世界スーパーフェザー級王座（防衛5=陥落）